# Государь (сериал)
«Госуда́рь» — российский исторический драматический сериал Сергея Гинзбурга о Петре I, рассказывающий не только о его политической и общественной деятельности, но и о счастливых и трагических моментах личной жизни. Рабочее название: «Пётр I». В главной роли Константин Плотников.
Премьера состоялась 2 июля 2025 года в онлайн-кинотеатре Okko.
Слоган проекта: «Первый, кто изменил всё».

## Сюжет

### Историческая основа
Сценаристы Олег Кириллов и Дмитрий Новосёлов при работе над проектом использовали фундаментальные исторические труды — «Историю России с древнейших времён» Сергея Соловьёва, исследования Николая Павленко о Петре I и работы Николая Устрялова по истории петровского правления.

Режиссёр Сергей Гинзбург уточнил, что сюжет строится вокруг ключевых решений Петра, повлиявших на его личность и страну, с акцентом на человеческие качества правителя: 
Нам было важно пробудить интерес к личности, к её изучению, как и к пониманию влияния Петра на Россию: показать и попытаться объяснить, что это был за исторический зигзаг, когда неожиданно появившийся лидер смог настолько изменить страну. 

## Производство
Сериал снят кинокомпанией «Глобус-фильм» при участии Национального фонда развития гуманитарного знания «Перспектива» («НФП»), Первого канала, продюсерского центра «12», онлайн-кинотеатра Okko и при поддержке Института развития интернета.
Съёмки сериала проходили в Москве, в кинопарке «Москино», где были построены декорации, воссоздающие архитектуру и быт России XVII—XVIII веков, и в Санкт-Петербурге. Специально для съёмок сериала была создана полномасштабная и полностью функциональная копия линкора «Предестинация» («Божье Предвидение»). Этот корабль, построенный по чертежам петровской эпохи, стал не просто декорацией, а настоящей съёмочной площадкой, на палубе которой разворачивались ключевые морские сцены.
Презентация и светская премьера сериала прошли в рамках Петербургского международного экономического форума в июне 2025 года.
Трейлер вышел 1 июля 2025 года.
Премьера состоялась 2 июля 2025 года на платформе онлайн-кинотеатра Okko и на Первом канале.

## Актёры и персонажи

### В ролях
| Актёр                | Роль                                            |
| -------------------- | ----------------------------------------------- |
| Константин Плотников | Пётр I                                          |
| Евгений Ткачук       | Александр Меншиков                              |
| Александр Бухаров    | Фёдор Шакловитый                                |
| Александр Обласов    | Лев Нарышкин                                    |
| Александр Пинаев     | царевич Алексей в детстве                       |
| Александр Яцко       | Иван Мазепа                                     |
| Анастасия Дворянская | Марта Скавронская / Екатерина I                 |
| Анатолий Петров      | Алексей Шеин                                    |
| Андрей Лёвин         | Карл Густав Реншильд                            |
| Андрей Некрасов      | Авраам Лопухин                                  |
| Андрей Полищук       | Борис Шереметьев                                |
| Валерий Кухарешин    | Фридрих III, курфюрст Бранденбургский           |
| Василий Бочкарёв     | Иоаким, Патриарх Московский и Всея Руси         |
| Василий Реутов       | Отто Плейер                                     |
| Василий Щипицын      | Овсей Ржов                                      |
| Василиса Измайлова   | Евдокия Лопухина                                |
| Виталий Такс         | Клаус, кузнец                                   |
| Владислав Прохоров   | Алексей Троекуров                               |
| Владимир Крылов      | Фридрих Карл Фон Шенборн                        |
| Георгий Великанов    | Пётр в детстве                                  |
| Денис Старков        | Борис Голицын                                   |
| Дмитрий Поднозов     | Адриан, Патриарх Московский и Всея Руси         |
| Евгений Терских      | Артемий Маслов                                  |
| Евгений Шварц        | Карл XII, король Швеции                         |
| Екатерина Порубель   | царевна Марфа                                   |
| Иван Ефремов         | Якоб Янсен                                      |
| Илья Дель            | Яворский, игумен                                |
| Кирилл Ульянов       | Леопольд I, император Священной Римской Империи |
| Кирилл Фролов        | Карл IV, император Священной Римской Империи    |
| Максим Блинов        | Александр Кикин                                 |
| Мария Лисовая        | Аталия Десмонд                                  |
| Мария Скуратова      | Ефросинья Фёдорова                              |
| Наталья Суркова      | Наталья Кирилловна                              |
| Никита Серков        | царевич Алексей                                 |
| Олег Рязанцев        | Август II, король Речи Посполитой               |
| Олег Савцов          | Август Кенигсек                                 |
| Оливье Сиу           | Карл Декруа                                     |
| Ольга Тумайкина      | Воробьиха                                       |
| Павел Ворожцов       | Иоганн Паткуль                                  |
| Пётр Логачёв         | Орлик                                           |
| Роман Нечаев         | Андрей Остерман                                 |
| Светлана Колпакова   | царевна Софья                                   |
| Сергей Барковский    | Никита Зотов                                    |
| Сергей Гинзбург      | Фёдор Ромодановский                             |
| Сергей Годин         | Франц Лефорт                                    |
| Сергей Лысов         | Пётр Толстой                                    |
| Сергей Стукалов      | Георг I, король Великобритании                  |
| Сергей Угрюмов       | Василий Голицин                                 |
| Сергей Шоколов       | Карл Пипер                                      |
| Тина Стойилкович     | Анна Монс                                       |
| Эдвард Опп           | Роберт Уолпол, английский премьер-министр       |
| Юлия Марченко        | Ульрика Элеонора, принцесса Швеции              |
| Юрий Беляев          | Патрик Гордон                                   |
| Юрий Миронцев        | Артамон Матвеев                                 |
| Юрий Орлов           | Митрофан, Епископ Воронежский                   |

### В эпизодах
| Актёр                      | Роль                                 |
| -------------------------- | ------------------------------------ |
| Александр Абрамян          | ремесленник                          |
| Александр Дюрис            | эпизод                               |
| Александр Иванов           | эпизод                               |
| Александр Киричек          | Карл Гилленборг                      |
| Александр Классен          | бомбардир                            |
| Александр Ковальчук        | генерал Августа                      |
| Александр Лебедев          | эпизод                               |
| Александр Миронов-Сауль    | голландский купец                    |
| Александр Овчаренко        | звонарь                              |
| Александр Рачеев           | стрелец                              |
| Александр Сиряев           | адъютант Петра                       |
| Алексей Васильев           | офицер                               |
| Алексей Вдовин             | эпизод                               |
| Алексей Градов             | пушкарь                              |
| Алексей Фалилеев           | эпизод                               |
| Алексей Шубин              | Георг фон Герц                       |
| Андрей Белогруд            | дозорный Азова                       |
| Андрей Елисеев             | стрелец                              |
| Андрей Киселёв             | священнослужитель                    |
| Андрей Павловец            | боярин                               |
| Андрей Полуэктов           | Григорий Демидов                     |
| Андрей Родимов             | эпизод                               |
| Андрей Руденко             | эпизод                               |
| Анна Ичетовкина            | эпизод                               |
| Анна Плотникова            | эпизод                               |
| Антон Бабичев              | датский посол                        |
| Антон Емельянов-Молчанов   | галерщик                             |
| Антон Пулит                | эпизод                               |
| Артемий Зайцев             | эпизод                               |
| Артём Кузьмин              | камер-юнкер фон Принц                |
| Артём Самоха               | солдат                               |
| Артур Харитоненко          | эпизод                               |
| Борис Драгилёв             | эпизод                               |
| Вадим Сквирский            | эпизод                               |
| Валерий Радыгин            | Йохан Лиллиенштедт, шведский министр |
| Виталий Алексеев           | палач                                |
| Виталий Исаков             | эпизод                               |
| Виталий Куклин             | эпизод                               |
| Виталий Куликов            | эпизод                               |
| Владимир Артёмов           | эпизод                               |
| Владимир Митрохин          | стрелец                              |
| Владимир Постников         | Трубецкой                            |
| Владимир Чернышов          | эпизод                               |
| Владислав Бургард          | возничий                             |
| Владислав Кудряев          | монах                                |
| Вячеслав Григорьев         | офицер                               |
| Вячеслав Дусенко           | эпизод                               |
| Вячеслав Штыпс             | эпизод                               |
| Вячеслав Щегульный         | эпизод                               |
| Вячеслав Елисеев           | пушкарь                              |
| Вячеслав Тихомиров         | плотник                              |
| Даниил Шелудько            | преображенец                         |
| Дариил Комлев              | царевич Алексей в детстве            |
| Денис Чепраков             | адъютант Петра                       |
| Дмитрий Гульнев            | Ягужинский                           |
| Дмитрий Каргин             | эпизод                               |
| Дмитрий Красюк             | Инафтий                              |
| Евгений Гомоной            | эпизод                               |
| Евгений Токарев            | Шлиппенбах                           |
| Евгения Лыкова             | эпизод                               |
| Евгений Панфилов           | русский офицер                       |
| Евгений Такуев             | шведский солдат                      |
| Егор Бакулин               | повар                                |
| Егор Хасьянов              | эпизод                               |
| Елена Крестьянцева         | жена воеводы                         |
| Иван Басов                 | Отто Рейнхольд Стрёмфельд            |
| Иван Гришанов              | эпизод                               |
| Иван Киренков              | адъютант Петра                       |
| Иван Паршин                | эпизод                               |
| Иван Слабковский           | горожанин                            |
| Игорь Ботвин               | эпизод                               |
| Игорь Волокитин            | офицер                               |
| Игорь Гулаков              | боярин                               |
| Игорь Зиньковский          | врач                                 |
| Игорь Иванов               | глашатай                             |
| Игорь Дудоладов            | эпизод                               |
| Игорь Кудряшов             | боярин                               |
| Игорь Облов                | Яков Брюс                            |
| Игорь Тиняков              | шведский генерал                     |
| Ирина Сотикова             | Троекурова                           |
| Константин Воробьёв        | эпизод                               |
| Константин Гаёхо           | эпизод                               |
| Кристина Бергер            | дама                                 |
| Кристина Кулишенко         | придворная в бане                    |
| Людмила Григораш           | дама                                 |
| Максим Саетгараев          | швед                                 |
| Мария Белякова             | Антонина Троекурова                  |
| Мария Легран               | дочь воеводы                         |
| Мария Назарова             | дама                                 |
| Михаил Альбов              | шведский солдат                      |
| Михаил Вокулов             | русский офицер                       |
| Михаил Гришин              | эпизод                               |
| Михаил Демьяненко          | офицер                               |
| Михаил Коновалов           | боярин                               |
| Михаил Лучко               | эпизод                               |
| Михаил Миллионов           | преображенец                         |
| Михаил Пярн                | эпизод                               |
| Михаил Сиворин             | эпизод                               |
| Михаил Сливников           | эпизод                               |
| Надежда Егорова            | эпизод                               |
| Наталья Латышева           | эпизод                               |
| Наталья Якунькина          | боярыня                              |
| Николай Горшков            | эпизод                               |
| Олег Паршиков              | палач                                |
| Ольга Преснякова-Хархалева | житель Петербурга                    |
| Ольга Челышева             | няня                                 |
| Павел Нагай                | барабанщик                           |
| Павел Сергиенко            | эпизод                               |
| Павел Федоровский          | солдат                               |
| Роман Мигурский            | генерал Карл Рённе                   |
| Сергей Дроздов             | шведский солдат                      |
| Сергей Интяков             | эпизод                               |
| Сергей Костенко            | палач                                |
| Сергей Мардарь             | эпизод                               |
| Сергей Пехотский           | стрелец                              |
| Сергей Смирнов             | офицер                               |
| Сергей Хвиюзов             | плотник                              |
| Стас Колескин              | эпизод                               |
| Эдуард Песков              | эпизод                               |
| Юрий Сташин                | эпизод                               |
| Юрий Уткин                 | архиепископ                          |
| Юсуп Бозиев                | шведский офицер                      |
| Яна Виноградова            | Прасковья Милославская               |

## Сезоны и серии
| Серия | Дата выхода     | Краткое содержание |
| ----- | --------------- | ------------------ |
| 1     | 2 июля 2025     |                    |
| 2     | 9 июля 2025     |                    |
| 3     | 16 июля 2025    |                    |
| 4     | 23 июля 2025    |                    |
| 5     | 30 июля 2025    |                    |
| 6     | 6 августа 2025  |                    |
| 7     | 13 августа 2025 |                    |
| 8     | 20 августа 2025 |                    |

## О сериале
Сергей Гинзбург, режиссёр:
«Государь» — это кино, которое стремится к исторической правде. Хотя, конечно, ни в каком фильме невозможно охватить всю биографию Петра, потому что за свою, по сегодняшним меркам, короткую жизнь, он сделал столько, что это кажется фантастичным. История строится вокруг ключевых решений Петра, которые меняли и его самого, и страну. Мы стремились показать живого человека, естественно, не обошли стороной и личные моменты. Нам было важно пробудить интерес к личности, к её изучению.
Константин Плотников, актёр:
Конечно, было безумное волнение и одновременно осознание того, какой объём материала и в какой промежуток времени мне нужно было в себя уложить. Потому что до съёмок мои знания касательно Петра I, честно говоря, были достаточно поверхностные. То есть такие, какие мы знаем из школьной программы. А для того, чтобы сыграть столь масштабный образ — нужно знать существенно больше и находиться в контексте того времени. Поэтому волнение было недолгим, на это не было времени. А было время на то, чтобы по возможности максимально изучать, смотреть, читать. Жена подарила мне книгу, которая так и называется «Пётр I». В ней собрано практически всё, что император писал своей рукой: там есть переписка с мамой, переписка с женой — Екатериной I, плюс указы, которые сложнее читать существеннее, чем личные записи. И мне это очень помогло, это то, что открывает его как человека, а не только как государственного деятеля. Когда читаешь его переписку с мамой или супругой — там столько тепла, любви, заботы, и прочих вроде бы мелочей, но важных для понимания нюансов характера человека. 

## Критика
Кинокритики и зрители дали сериалу преимущественно высокие оценки.
Евгения Смыкова («После титров»): «Визуальный ряд сериала впечатляет: тщательно проработанные костюмы, масштабные батальные сцены, внимание к деталям интерьеров и уличных локаций создают эффект полного погружения в эпоху. Конечно, также восхищает понимание, какой масштабный комплекс „Москино“ был построен и сколько ещё кинокартин здесь будет создано в будущем… Режиссёр Сергей Гинзбург подчёркивает стремление к исторической правде, хотя и признаёт невозможность охватить всю биографию Петра в рамках одного сериала. В сценарии органично сочетаются реальные исторические события и художественное осмысление личности царя».
Владимир Кирдяшов («Комсомольская правда»): «Если вы ждёте документальной точности, то вам явно не в художественный сериал. Хотя Петровская эпоха — не античность, где можно позволить себе вольности в духе „Гладиатора“. Но если создателям удастся передать дух времени, энергию и безумную харизму Петра — уже неплохо. В конце концов, главное — не то, насколько точно актёр повторяет портреты кисти Кнеллера, а то, веришь ли ты, что этот человек мог заставить целую страну измениться».
Анастасия Цой (Sport24.ru): «Визуально сериал ничем примечательным не отличается, так что в сухом остатке зрители получают укоренившийся миф о Петре I, ради которого искажаются реальные события».
Алексей Колосков (Newsvo.ru): «Насчёт историчности данного сериала пусть рассуждают историки. А простой зритель без труда заметит неровное повествование, местами странные диалоги и гримасы Петра I. В общем, судя уже по первой серии, эпичной ленты не получилось. А жаль…».